# Zarpen
Zarpen er en by og kommune i det nordlige Tyskland, beliggende i Amt Nordstormarn under Kreis Stormarn. Kreis Stormarn ligger i den sydøstlige del af delstaten Slesvig-Holsten.

## Geografi
Zarpen ligger omkring 10 kilometer vest for Lübeck ved det lille vandløb Heilsau, der er et tilløb til Trave.